# Нижнее Тамбичозеро
Нижнее Тамбичозеро — пресноводное озеро на территории Пяльмского сельского поселения Пудожского района Республики Карелии.

## Общие сведения
Площадь озера — 1,1 км², площадь водосборного бассейна — 7,2 км², располагается на высоте 166 метров над уровнем моря.
Котловина ледникового происхождения.
Форма озера продолговатая: оно вытянуто с северо-запада на юго-восток. Берега каменисто-песчаные, преимущественно возвышенные, местами заболоченные.
Из юго-восточной оконечности озера вытекает река Жилая Тамбица, приток реки Пяльмы, впадающей в Онежское озеро.
В северо-западную оконечность Нижнего Тамбичозера впадает протока, вытекающая из Верхнего Тамбичозера.
Острова на озере отсутствуют.
Средняя амплитуда колебаний уровня 0,25 м
На западном берегу озера располагается посёлок Тамбичозеро, к которому подходит дорога местного значения.
Код объекта в государственном водном реестре — 01040100611102000018947.